# DanBred
DanBred P/S er en dansk leverandør af grisegenetik, der sælges til landbrugsvirksomheder i Danmark og over hele Verden. Virksomheden blev etableret i 2017 og er ejet af Landbrug & Fødevarer, Danish Agro og Holdingsselskabet DBI A/S. De satser på griseracerne DanBred Landrace, DanBred Yorkshire, DanBred Duroc og DanBred Hybrid. Virksomheden har hovedkvarter i Vejle. I 2023 solgte de grisegenetik til en værdi af over 1 mia. kroner.